# Куплю друга
«Куплю друга» — украинский художественный фильм режиссёра Александра Итыгилова, вышедший в 2008 году.

## Сюжет
Глава семейства Сычовых, Ким Булатович, сколотивший состояние на золотых приисках в Сибири, вернулся к семье, в город. Однако, как оказывается, его присутствие сильно мешает невестке, которая за спиной своего мужа, сына Кима, составляет подложное завещание.
Ким даёт объявление о покупке друга, отсев идёт жесткий до тех пор, пока к нему в дом не приходит безработный Василий, который решился на этот поступок в канун дня рождения сына. Сын живёт с матерью в новой семье, с успешным отчимом, при этом продолжает искренне любить своего отца Василия. На мимолётной встрече с сыном Василий даёт обещание подарить ему щенка сенбернара, а сам не знает чем заплатить за квартиру. А тут — объявление. Ким признал в Василии нужного ему человека, который между прочим мог понравиться и его внучке.
Ситуация разворачивается стремительно. Невестка Лилия разоблачена прямо в кабинете у нотариуса, Вася с Таней определились со своими чувствами, а сам Ким в сопровождении очаровательной цыганки уезжает в Сибирь, где среди морозов ему гораздо комфортнее, чем среди людей.

## В ролях
- Богдан Ступка — Ким Булатович Сычёв
  - Остап Ступка — Артём Кимович Сычёв
  - Ольга Сумская — Лиля, жена Артёма, мачеха Тани
    - Ксения Князева — Таня, внучка Кима
- Алексей Зубков — Вася
- Ольга Матешко — Рая, цыганка
- Евгений Ганелин — Семён Ягода, врач
- Дмитрий Суржиков — Евгений, секретарь
- Сергей Петько — Яшка
- Денис Зеленко — Федя
- Татьяна Шляховая — Алла, мать Феди
- Андрей Дебрин — Игорь, отчим Феди
- Юлия Волчкова — Диана
- Театр «Романс» — цыгане
  - Игорь Крикунов — Ромка, цыганский барон, кум Кима
  - Ирина Мельник — Люся, цыганка, сестра Ромки

### В эпизодах
- Андрей Крылов
- Александр Безсмертный — врач
- Лена Софиенко
- Татьяна Кондратюк
- Александр Ганелин — таксист

## Съёмочная группа
- Авторы сценария:
  - Николай Рыбалка
  - Владимир Жовнорук
- Режиссёр-постановщик: Александр Итыгилов
- Оператор-постановщик: Сергей Борденюк
- Художник-постановщик: Василий Зайчук
- Композитор: Игорь Крикунов
- Продюсер: Николай Шевченко

## Признание и награды
- 2009 — Первый Киевский Международный кинофестиваль (КМКФ) (Киев, Украина)
  - Участник фестиваля[1]
- 2010 — XIII Бердянский международный кинофестиваль (Бердянск, Украина)
  - Участник программы «Особое событие»[2]
- 2011 — Международный кинофестиваль «Золотая пектораль» (Трускавец, Украина)
  - Победа в номинации «Лучшая мужская роль» (Богдан Ступка)[3][4]

## Факты
- Съёмки фильма проходили в Киеве и области[5]
- В фильме роли отца и сына Сычёвых играют отец и сын Ступки: Богдан и Остап[6]
- Актёрский дуэт Богдана Ступки и Ольги Сумской по «роковому совпадению» (по словам Сумской), сходится в фильмах, где у актрисы — отрицательное амплуа. Предыдущий киноопыт был на съёмках фильма «Западня» (1993 год, реж. Олег Бийма), где героиня Ольги коварна и безнравственна:

Я устала поражаться, насколько мир тесен в плане образов!— Ольга Сумская в интервью газете «Сегодня», 8 августа 2008
- В фильме звучат цыганские песни «Возле реки», «Бричка», «Венгерочка»[6]